# العلاقات الصينية البيلاروسية
العلاقات الصينية البيلاروسية هي العلاقات الثنائية التي تجمع بين الصين وروسيا البيضاء.

## مقارنة بين البلدين
هذه مقارنة عامة ومرجعية للدولتين:
| وجه المقارنة                                              | الصين                    | روسيا البيضاء                    |
| --------------------------------------------------------- | ------------------------ | -------------------------------- |
| المساحة (كم2)                                             | 9.60 مليون               | 207.60 ألف                       |
| عدد السكان (نسمة)                                         | 1.33 مليار               | 9.50 مليون                       |
| الكثافة السكانية (ن./كم²)                                 | 138.54                   | 45.76                            |
| العاصمة                                                   | بكين                     | مينسك                            |
| اللغة الرسمية                                             | اللغة الصينية القياسية   | اللغة البيلاروسية، اللغة الروسية |
| العملة                                                    | رنمينبي                  | روبل بلاروسي                     |
| الناتج المحلي الإجمالي (بليون دولار)                      | 12.24 تريليون            | 54.44 مليار                      |
| الناتج المحلي الإجمالي (تعادل القوة الشرائية) بليون دولار | 19.82 تريليون            | 168.35 مليار                     |
| الناتج المحلي الإجمالي الاسمي للفرد دولار أمريكي          | 8.03 ألف                 | 5.74 ألف                         |
| الناتج المحلي الإجمالي للفرد دولار أمريكي                 | 13.21 ألف                | 18.18 ألف                        |
| مؤشر التنمية البشرية                                      | 0.728                    | 0.798                            |
| رمز المكالمات الدولي                                      | +86                      | +375                             |
| رمز الإنترنت                                              | .cn، .中国 ‏، .中國 ‏      | .by، .бел                        |
| المنطقة الزمنية                                           | توقيت الصين، ت ع م+08:00 | ت ع م+03:00                      |

## مدن متوأمة
في ما يلي قائمة باتفاقيات التوأمة بين مدن صينية وبيلاروسية:
- ترتبط مدينة إكسياوجان، هوبى مع برست باتفاقية توأمة.
- ترتبط هوايان مع غوميل باتفاقية توأمة منذ 19 يونيو 1997.[14][15][16][17]
- ترتبط بكين مع مينسك باتفاقية توأمة منذ 14 مارس 1979.
- ترتبط مدينة تشيبي [الإنجليزية]‏ مع بارانافيتشي باتفاقية توأمة منذ 29 أكتوبر 1997.
- ترتبط تشانغتشون مع مينسك باتفاقية توأمة منذ 6 مايو 2008.[18][19][20][21]
- ترتبط هاربن مع فيتيبسك باتفاقية توأمة منذ 9 سبتمبر 2016.[22][23][24][25]
- ترتبط ويهاي مع نوفوبولوتسك باتفاقية توأمة.

## منظمات دولية مشتركة
يشترك البلدان في عضوية مجموعة من المنظمات الدولية، منها:
| علم المنظمة | اسم المنظمة                               | تاريخ انضمام الصين | تاريخ انضمام روسيا البيضاء |
| ----------- | ----------------------------------------- | ------------------ | -------------------------- |
|             | مؤسسة التمويل الدولية                     | 15 يناير 1969      | 2 نوفمبر 1992              |
|             | منظمة حظر الأسلحة الكيميائية              | ?                  | ?                          |
|             | الأمم المتحدة                             | 25 أكتوبر 1971     | 24 أكتوبر 1945             |
|             | الاتحاد الدولي للاتصالات                  | 1 سبتمبر 1920      | 7 مايو 1947                |
|             | منظمة الشرطة الجنائية الدولية             | ?                  | ?                          |
|             | البنك الدولي للإنشاء والتعمير             | 27 ديسمبر 1945     | 10 يوليو 1992              |
|             | الاتحاد البريدي العالمي                   | ?                  | ?                          |
|             | المركز الدولي لتسوية المنازعات الاستشارية | 6 فبراير 1993      | 9 أغسطس 1992               |
|             | وكالة ضمان الاستثمار متعدد الأطراف        | 30 أبريل 1988      | 3 ديسمبر 1992              |
|             | يونسكو                                    | 4 نوفمبر 1946      | 12 مايو 1954               |
|             | مجموعة الموردين النوويين                  | ?                  | ?                          |

## وصلات خارجية
- موقع وزارة الخارجية الصينية
- موقع وزارة الخارجية البيلاروسية